# پنتاکربن دی‌اکسید
پنتاکربن دی‌اکسید (به انگلیسی: Pentacarbon dioxide) با فرمول شیمیایی C۵O۲ یک ترکیب شیمیایی با شناسه پاب‌کم ۵۲۱۳۵۰ است. که جرم مولی آن ۹۲٫۰۵ g/mol می‌باشد. 